# Egejska regija
Egejska regija (turski: Ege Bölgesi) je jedna od sedam zemljopisnih regija Turske.

## Zemljopisne karakteristike
Prostire se na zapadu zemlje, ograničena Egejskim morem (Ege Denizi) na zapadu, Mramornom regijom na sjeveru, Sredozemnom regijom na jugu i jugozapadu i Središnjom Anadolijom na istoku.
Regija Egej ima površinu od 89.997.23 km² i ukupno 9.779.502 stanovnika. 

### Klima
Klima je uz obale tipična mediteranska, s vrućim ljetima i blagim kišnim zimama, a po unutrašnjosti je polupustinjska - kontinentalna, s vrućim suhim ljetima i hladnim snježnim zimama.

## Pokrajine Egejske regije
Egejska je regija administrativno podjeljen na 8 pokrajina.
- Pokrajina Afyonkarahisar
- Pokrajina Aydın
- Pokrajina Denizli
- Pokrajina İzmir
- Pokrajina Kütahya
- Pokrajina Manisa
- Pokrajina Afyonkarahisar
- Pokrajina Afyonkarahisar

## Vanjske poveznice
- Administrative units